# Okkevoorde
Okkevoorde is een gehucht in de gemeente Sint-Gillis-Waas in de Belgische provincie Oost-Vlaanderen. 
Het gehucht ligt een kilometer ten noordoosten van het dorpscentrum van Sint-Gillis-Waas, waarmee het tegenwoordig door lintbebouwing is verbonden. Ten oosten ligt het gehucht Voshoek op de grens met Vrasene. Ten zuidoosten ligt het gehucht Groot Laar.

## Geschiedenis
De Ferrariskaart uit de jaren 1770 toont hier een gehucht, afhankelijk van Vrasene, dat meer dan drie kilometer ten oosten ligt. De kaart geeft hier echter in de omgeving enkel de gehuchtnaam Den Voshoeck.
Op het eind van het ancien régime, toen tijdens de Franse bezetting op het eind van de 18de eeuw de gemeenten werden gecreëerd, werd het gehucht ondergebracht in de gemeente Vrasene.
De Atlas der Buurtwegen uit 1841 duidt het gehucht aan als Ockevoorde, de kadasterkaart van Popp uit het midden van de 19de eeuw als Ockervoorde, en de Vandermaelenkaart uit diezelfde periode als Oekevoorde.
Bij de gemeentelijke herindeling van 1977 werd een afgelegen stuk grondgebied met daarin onder meer Okkevoorde, van de gemeente Vrasene afgesplitst en overgeheveld naar de gemeente Sint-Gillis-Waas, waarvan het dorpscentrum dichterbij lag.

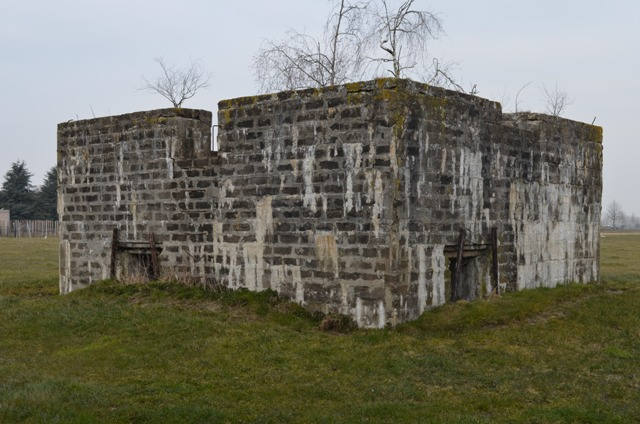
Duitse bunker van de Hollandstelling uit de Eerste Wereldoorlog

Deelgemeenten: De Klinge · Meerdonk · Sint-Gillis-Waas · Sint-Pauwels

Overige plaatsen: 't Kalf · 't Hol · Hoogeinde · Okkevoorde · Peisels en Verre

Belgische gemeenten · Arrondissement Sint-Niklaas · Oost-Vlaanderen · Vlaanderen